# Valis
Valis è un romanzo di fantascienza di Philip K. Dick, il primo della Trilogia di Valis, scritto nel marzo 1978 e pubblicato nel 1981, insieme ai libri Divina invasione e La trasmigrazione di Timothy Archer, le ultime opere realizzate da Dick prima della morte. Valis, in particolare, può essere considerato una rielaborazione di un romanzo del 1978, Radio libera Albemuth (pubblicato nel 1985), con cui in effetti condivide molte caratteristiche.

## Genesi della trilogia
Negli ultimi anni della sua vita Philip K. Dick dedicò la sua attività di scrittore alla spiegazione filosofica e teologica di quella che descrisse come una esperienza mistica, avvenuta nel febbraio-marzo 1974, quando, come raccontò lo stesso Dick, un raggio di luce rosa lo colpì rivelandogli informazioni sulla natura del mondo e sulla malattia del figlio. La fase successiva della vita dello scrittore statunitense fu quindi rivolta alla stesura di una esegesi nella quale Dick riversò il risultato delle sue riflessioni filosofiche sul divino e sulla natura del mondo e della realtà. La Trilogia di Valis è la messa in opera narrativa di questa visione ontologica della realtà e della cosmogonia elaborata da Dick, basandosi sugli scritti dello gnosticismo, sui vangeli apocrifi e sulla filosofia di Platone.

## Trama
Fortemente ispirato a vari episodi della vita di Dick negli anni settanta, Valis è incentrato sull'amicizia tra un alter ego letterario dell'autore, che come lui fa lo scrittore e come lui si chiama Phil Dick (l'io narrante del romanzo), e un perdigiorno sballato di nome Horselover Fat (il vero protagonista). Il secondo è convinto di essere stato contattato da Dio, o meglio da una rete di intelligenza divina chiamata VALIS (Vast Active Living Intelligence System); quest'ultimo avrebbe scaricato nel suo cervello un'enorme quantità di informazioni che Fat non sa come interpretare, e per questo chiede l'aiuto di Phil.
Buona parte del romanzo è una tragicomica indagine teologica che funziona come un giallo: Dio è lo scomparso, e i due detective dilettanti devono rintracciarlo, decifrando gli indizi più improbabili. Ovviamente, come sempre accade nei romanzi di Dick, c'è anche la possibilità che VALIS sia una truffa e che Fat sia semplicemente impazzito di dolore per il suicidio della sua amica Gloria. Nella migliore tradizione narrativa americana, poi, che risale a Henry James e prima ancora a Nathaniel Hawthorne, non c'è da fidarsi neanche del narratore, perché Horselover Fat potrebbe essere null'altro che l'altra metà di una personalità schizoide scissa, quella dello stesso Dick, autore del libro. Phil allora sarebbe la sua metà ragionevole e letteraria, mentre Fat corrisponderebbe a quella sballata e mistica.
L'inchiesta dei due protagonisti è sempre sull'orlo di una rivelazione clamorosa (viviamo nell'illusione di duemila anni di storia, in realtà ci troviamo ancora a Roma nel 70 d.C., prigionieri dell'Impero che non è mai crollato) regolarmente smentita o trasformata in una nuova verità della quale la precedente era solo un'ombra.
Inframmezzata alla narrazione, una serie di citazioni del libro che Horselover Fat starebbe scrivendo, l'Esegesi, commento infinito all'esperienza mistica nella quale Dio avrebbe colpito Fat con un misterioso raggio rosa, versione psichedelica della visione dei mistici cristiani. I frammenti altro non sono che parti dell'Esegesi che Dick stesso aveva scritto cercando di decifrare le proprie esperienze mistiche (o psicotiche) del febbraio-marzo 1974. Ma essi complicano il romanzo, nella misura in cui implicano l'idea che sia Phil Dick l'invenzione di Horselover Fat (quest'ultimo nelle primissime pagine sostiene di star scrivendo in terza persona per dare oggettività alla propria vicenda), e non viceversa.
La vicenda si snoda nell'ambiente della controcultura californiana, tra sballati di ogni genere, santoni, visionari, scrittori di fantascienza (dietro gli amici di Fat, Kevin e David, è facile riconoscere K.W. Jeter e Tim Powers), rock star con velleità cinematografiche (come Eric Lampton, ispirato a David Bowie, il cui film Valis echeggia L'uomo che cadde sulla Terra di Nicolas Roeg) e musicisti elettronici (Brent Mini, un semiserio ritratto di Brian Eno), per non parlare dei gatti morti (la querelle teologica in merito al felino defunto di Kevin è uno degli episodi più irresistibili mai uscito dalla macchina da scrivere di Dick).

## Critica
Mentre i primi commentatori (tra cui Rabkin), disorientati dalla fittissima serie di citazioni da testi sacri e teologici, ritennero questo romanzo più il parto di una mente malata che letteratura degna di un'analisi attenta e circostanziata (anche a causa di chiusure ideologiche), nel tempo si è cominciato a prendere sul serio questo primo capitolo della Trilogia di Valis, anche da parte di chi era stato inizialmente scettico (come per esempio Darko Suvin). Si è notato che con il meccanismo del doppio narratore Dick comincia a prendere le distanze dalla propria esperienza mistica (processo che si completerà nel terzo romanzo della serie, La trasmigrazione di Timothy Archer), e che con l'insistita citazione di un testo “inesistente” (l'Esegesi di Fat) si avvicina a tematiche tipiche della letteratura postmoderna (il libro nel libro, l'indecidibilità dello status finzionale dei personaggi). Particolarmente importante per una comprensione del testo l'oscillazione irrisolta fra diverse ipotesi di lettura (pazzia di Phil o di Fat? Irrealtà del primo o del secondo? Esperienza mistica o allucinazione psicotica?), che rimanda a un classico della letteratura statunitense, Il giro di vite di Henry James.

## La cosmogonia di Valis
Valis contiene molti elementi biografici della vita stessa di Dick, al punto che il romanzo cambia continuamente punto di vista, dalla prima alla terza persona, fino a che lo stesso scrittore non riconosce Horselover Fat come una creazione della sua mente. Valis è quindi un romanzo profondamente introspettivo per Dick, che ha tentato di spiegare narrativamente ciò che accadeva nella sua vita e alla sua percezione del mondo.
La teoria che Dick sviluppa in Valis, e spiegherà sotto forme narrative diverse nei due romanzi successivi, si basa su una concezione dell'universo e della realtà visti come il risultato del pensiero di una Mente che si è scissa in due diverse entità divine, dando luogo a due livelli di realtà, superiore ed inferiore, la Forma I e la Forma II di Parmenide (oppure, rispettivamente, Yang e Yin). L'umanità sarebbe intrappolata nell'universo inferiore, meccanico e deterministico, e vi sarebbe un velo di Maya a nascondere il livello superiore, la vera realtà. La scissione della Mente divina sarebbe la causa di una sospensione del tempo intorno al 100 d.C., per cui solo un velo illusorio, trasformando lo spazio circostante, imiterebbe lo scorrere temporale.
Parte delle teorie elaborate nella trilogia di Valis richiamano lo gnosticismo cristiano.

## Edizioni
- Philip K. Dick, Valis, Bantam Books, 1981,  p. 227.
- Philip K. Dick, Valis, traduzione di Delio Zinoni, collana IperFICTION, Interno Giallo, Arnoldo Mondadori Editore, 1993, ISBN 88-04-37423-3.
- Philip K. Dick, Valis, traduzione di Delio Zinoni, collana Piccola Biblioteca Oscar n° 232/1, Arnoldo Mondadori Editore, 2000,  p. 288, ISBN 88-04-37423-3.
- Philip K. Dick, Valis, collana Collezione Immaginario Dick, Fanucci, 2006,  p. 320, ISBN 88-347-1227-7.
- Philip K. Dick, Valis, traduzione di Paolo Parisi Presicce, in Opere scelte, collana I Meridiani, Arnoldo Mondadori Editore, 2025, ISBN 978-88-047-3219-8.